# Baptistenkapelle Ihren

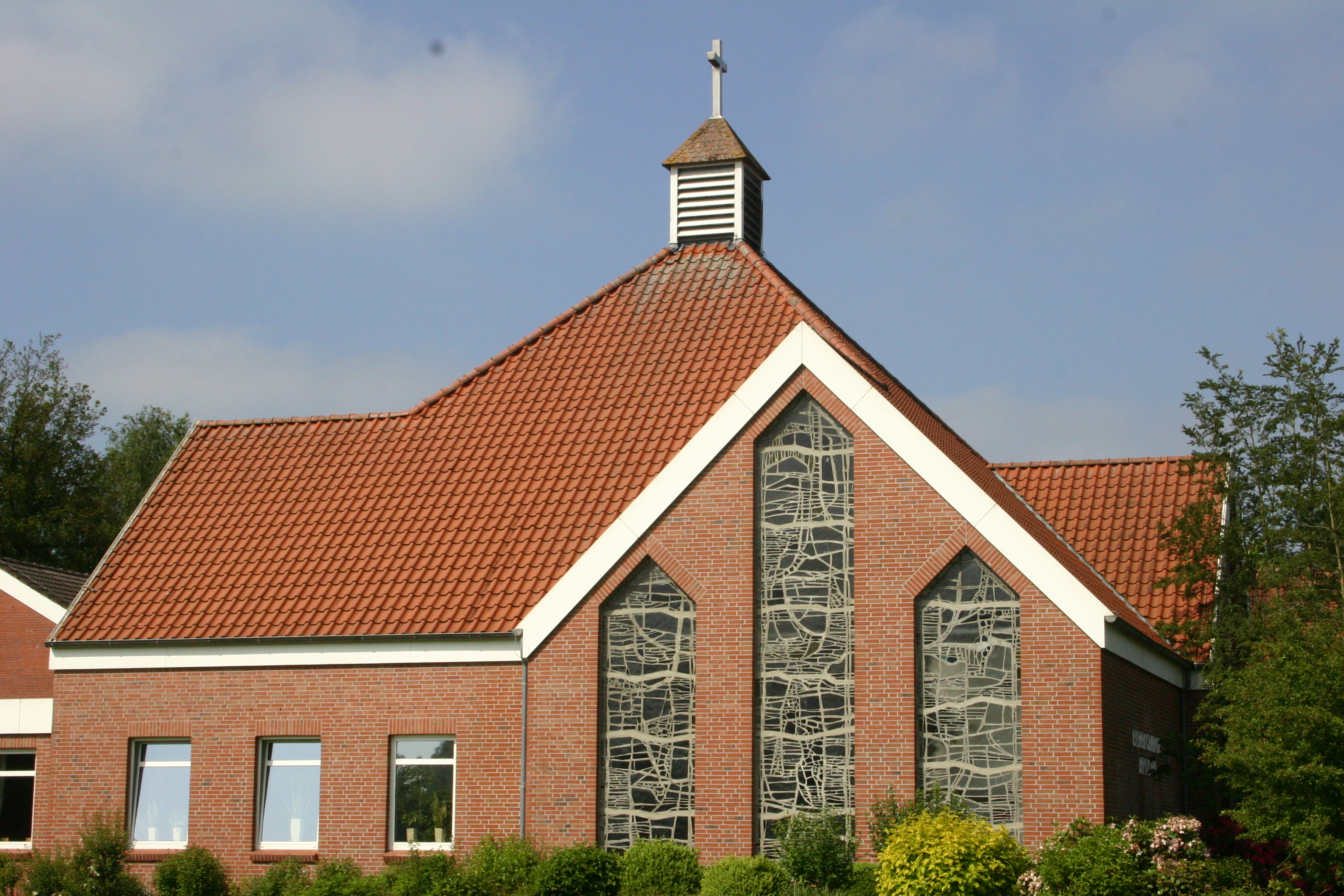
Kapelle Ihren.

Die Baptistenkapelle Ihren steht in dem gleichnamigen Ortsteil der ostfriesischen Gemeinde Westoverledingen. Sie wurde um 1854 errichtet und seither mehrfach umgebaut und erweitert. Die alte Kapelle ist das älteste baptistische Gebäude auf dem europäischen Kontinent, das noch kirchlich genutzt wird.

## Geschichte
Die Evangelisch-Freikirchliche Baptistengemeinde in Ihren gilt als die Muttergemeinde aller älteren ostfriesischen Baptistengemeinden und als Ausgangspunkt für die Gründung der niederländischen Baptistenbewegung. Sie wurde am 23. Mai 1846 als Gemeinde getaufter Christen in Ihren gegründet. Vorsitzender der konstituierenden Versammlung war der baptistische Gründervater, Liederdichter und Schriftsteller Julius Köbner. Dieser hatte am Tag zuvor neun Personen getauft. Neben ihnen gehörten auch der Leeraner Weber Hinrich Coords und der ebenfalls in Leer beheimatete Kaufmann Christian Bonk zur Keimzelle der Ihrener Baptistengemeinde. Coords und Bonk, der von Köbner zum Ältesten der jungen Gemeinde ordiniert wurde, waren bereits am 11. Oktober 1845 durch Johann Gerhard Oncken in einem Kolk bei Leer getauft worden. In den Folgemonaten 1845t/46 fanden weitere Personen zur Gemeinde. Einige stammten aus dem rheiderländischen Weener, wo noch im selben Jahr eine Predigtstation der Gemeinde Ihren eingerichtet wurde. Seelsorgerlich betreut wurden die Weeneraner Baptisten zunächst durch den jeverschen Prediger Johann Ludwig Hinrichs, der allerdings alsbald nach Ihren wechselte, um vor Ort den Gemeindeaufbau zu begleiten. Weitere bekannte baptistische Pioniere, die in Ihren und von Ihren aus in Ostfriesland und in den Niederlanden wirkten, waren Pieter de Neui und der Theologe im Bauernrock Harm Willms.
Für die gottesdienstlichen Versammlungen stellten zunächst Gründungsmitglieder ihre Wohnung zur Verfügung. Im Jahre 1854 erwarb die Gemeinde ein Grundstück vom Landgebräucher Geerd Alberts Roskam und begann dort das Haus zum Gottesdienst zu errichten. Es war nach dem Felder Bethaus bei Westerstede das zweite baptistische Kirchengebäude, das in Deutschland gebaut wurde. Ein Baptisterium wurde 1861 nachträglich eingebaut. 1855 waren in Ihren die Bauarbeiten abgeschlossen, so dass am 25. Februar mit rund 400 Gästen die Einweihung der Kapelle gefeiert werden konnte. Die Festpredigt hielt Oncken. Eine Orgel wurde im Jahr 1931 auf Anraten des Orgelsachverständigen und ehrenamtlichen Gemeindeorganisten Enno Popkes bei der Firma Eberhard Friedrich Walcker & Cie. mit zehn Registern auf zwei Manualen und Pedal bestellt und 2021 an eine Gemeinde in Polen wieder verkauft. 

## Baubeschreibung

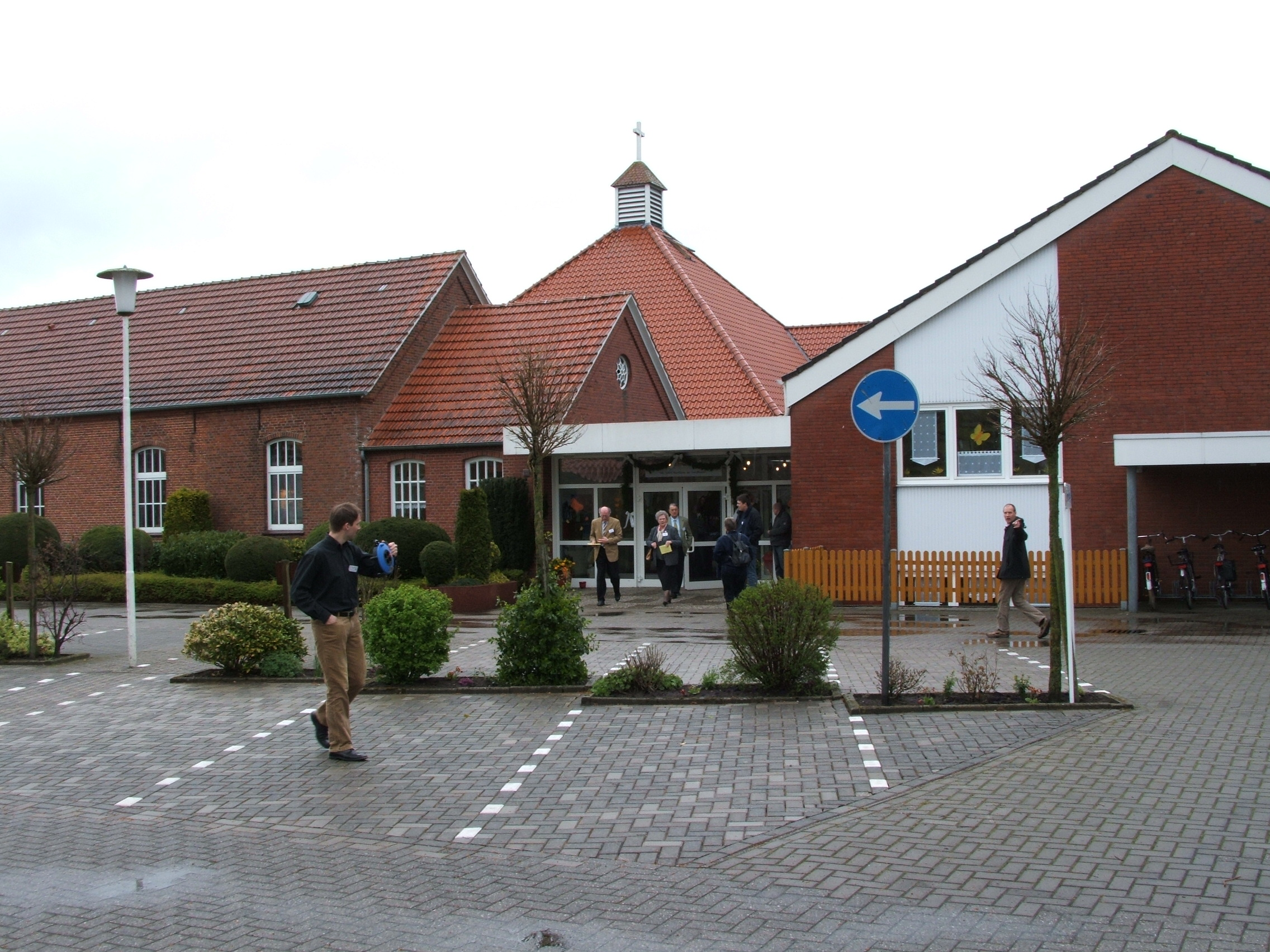
Alte Ihrener Baptistenkapelle (links) – mit dem neuen Gemeindezentrum verbunden

Die alte Kapelle, die sich heute – architektonisch gelungen – in den Gesamtkomplex des 1977 errichteten Gemeindezentrums einfügt, war ursprünglich ein schlichter Saalbau mit einer Grundfläche von 17,30 Meter mal 8,10 Meter. An den beiden Längsseiten befanden sich jeweils vier Fenster. Der Haupteingang befand sich an der zur Straße zugewandten Giebelseite. Über ihm findet sich bis heute die Aufschrift Haus zum Gottesdienst und die Jahreszahl der Grundsteinlegung (1854). Oberhalb des Eingangsportals ist eine Fensterrosette in das Mauerwerk eingelassen. Betrat man durch den Haupteingang den Kirchenraum, so fiel der Blick zunächst auf den großen Kanzelstuhl, dessen Bedeutung durch eine angedeutete Apsis hervorgehoben wurde. Rechts und links neben der Kanzel befanden sich zwei Türen, die in die schlichten hinteren Nebenräume führten. Vor der Kanzel stand der Abendmahlstisch, unter dem sich – durch einen Deckel verschlossen – das später eingebaute Baptisterium befand. Die Tür und das Kanzel-Abendmahlstisch-Ensemble waren durch einen Mittelgang verbunden. Männer und Frauen saßen in den ersten Jahrzehnten der Gemeinde getrennt auf den rechts und links des Mittelganges befindlichen Kirchenbänken. Gegenüber der Kanzelseite war eine Empore eingelassen, die zusätzlichen Sitzplatz bot. Im Jahr 1921 wurde die Ihrener Baptistenkapelle durch einen Anbau erweitert. 1977 wurde ein völlig neues Gemeindezentrum errichtet und mit der alten Kapelle verbunden.
Die neue Kapelle betritt man durch ein geräumiges Foyer, in dem sich neben dem Büchertisch und den Garderoben verschiedene Sitzecken befinden. Von hier aus gelangt man auch in den Garten, der mit Spielgeräten und einem Grillplatz ausgestattet ist. Über das Foyer sind auch die im Parterre und im Hochparterre liegenden Gruppenräume zu erreichen, deren Größe durch flexible Wände variiert werden kann. Der neue Gottesdienstraum ist mit hellem Holz ausgestattet. Zum liturgischen Zentrum gehören neben Kanzel und Abendmahlstisch das offene Baptisterium. Hinter Abendmahlstisch und Taufbecken befinden sich bunte, künstlerisch gestaltete Kirchenfenster. Der gottesdienstliche Saalbau, der auch über eine moderne Schall- und Raumtechnik verfügt, ist mit gepolsterten Stühlen ausgestattet, die leicht halbkreisförmig um Kanzel und Tisch gruppiert sind. Schaltet man die angrenzenden Gruppenräume hinzu, finden in der neuen Kirche bis zu 350 Gottesdienstbesucher bequem Platz.
Der ursprüngliche Kirchbau dient heute als Gemeinschaftsraum für größere Veranstaltungen und Feiern.

## Persönlichkeiten, die mit der Ihrener Baptistenkapelle verbunden sind
- Christian Bonk
- Johann Ludwig Hinrichs
- Harm Willms
- Johann Carl Cramer
- Johann Pieter de Neui
- Enno Popkes
- Wiard Popkes